# Vulcanolepas osheai
Vulcanolepas osheai är en kräftdjursart som först beskrevs av John Stewart Buckeridge 2000.  Vulcanolepas osheai ingår i släktet Vulcanolepas och familjen Eolepadidae. Inga underarter finns listade i Catalogue of Life.